# Mircea Grabovschi
Mircea Grabovschi (parfois orthographié Grabovski), né le 22 décembre 1952 à Sighișoara et mort le 23 juillet 2024, est un joueur puis entraîneur roumain de handball. Il est également un joueur avide de bridge.

## Carrière
Avec l'équipe nationale de Roumanie, il est notamment Champion du monde en 1974 puis vice-champion olympique en 1976 à Montréal, étant co-meilleur buteur de la Roumanie en finale. Il termine aussi à la 7e place du Championnat du monde en 1978.
En club, il a notamment évolué au Dinamo Bucarest, remportant un Championnat de Roumanie (probablement en 1978) et une Coupe nationale.